# Modern Warfare 2: Ghost
Modern Warfare 2: Ghost è un fumetto in sei parti. Il primo numero della serie ha debuttato il 11 novembre 2009. Il fumetto è pubblicato dalla Storm Productions ed è scritto da David Lapham, e disegnato da Kevin West e Federico Dallocchio, che fece le copertine di ogni numero. In Italia la miniserie fu pubblicata da Panini Comics divisa in tre numeri dal 17 giugno al 25 novembre 2010.

## Descrizione
Il fumetto approfondisce il personaggio del tenente Simon "Ghost" Riley, soldato del 22° SAS Britannico e della Task Force 141. Ghost è un personaggio importante in Call of Duty: Modern Warfare 2, comparso anche in dei cortometraggi quali "Find Makarov, Operation kingfish" o "Modern Warfare 2: Frozen"; tuttavia del personaggio, salvo la nazionalità ed il reparto d'élite di appartenenza, non si conosceva nulla.
La storia inizia in una scuola ucraina occupata da un commando di terroristi russi presumibilmente legati agli ultranazionalisti. Un operatore delle forze speciali viene catturato dai terroristi mentre effettuava una ricognizione ed infuriati, perché il nemico ha inviato un solo uomo invece di una squadra probabilmente per sottovalutazione della loro pericolosità, minacciano di iniziare a giustiziare i piccoli ostaggi entro un'ora. Il soldato indossa una maschera a forma di teschio, suscitando la curiosità di ostaggi e sequestratori, e sostiene che sia un tributo ad un vecchio amico, il tenente Simon Riley, soprannominato Ghost (Fantasma).
Simon Riley nasce e cresce a Manchester in Inghilterra ed ebbe un'infanzia tormentata. Il padre, alcolizzato e violento, abusava fisicamente e psicologicamente della moglie e dei due figli, Simon subì inoltre vari scherzi sia da parte del padre sia dal fratello minore che lo spaventavano con maschere da fantasma. Dopo aver lavorato da adolescente in una macelleria, a diciotto anni, in seguito agli Attentati dell'11 Settembre 2001, decise di arruolarsi nell'Esercito Britannico e successivamente superò la selezione delle forze speciali entrando nel 22° Special Air Service Regiment, con numerose missioni all'attivo in Afghanistan e in altri paesi. Nel 2004 ritornò a casa, trovando il fratello con problemi di tossicodipendenza e la madre in difficoltà economiche: cacciò il padre di casa, aiutò economicamente la madre ed il fratello a disintossicarsi. Ebbe inizio un periodo felice per la famiglia Riley, il fratello di Simon si sposa e diventa padre di un bel bambino.
Nel 2006 il tenente Riley viene inserito in una squadra speciale composta da soldati britannici ed agendi della DEA americana incaricata di contrastare un potente cartello della droga messicano, la missione fu subito compromessa per il tradimento di un ufficiale di collegamento messicano che faceva il doppio gioco coi narcos. Riley ed altri membri della squadra furono catturati e torturati, ma il tenente non crollò ed il capo del cartello esasperato decise di uccidere il doppiogiochista e di far seppellire vivo l'inglese con il cadavere del traditore (i narcotrafficanti avevano i volti pitturati da fantasmi evidentemente per la festività messicana del Dia de los Muertos). Riley riuscì però a fuggire, servendosi del corpo del traditore, raggiunse la frontiera americana e venne rimpatriato in Gran Bretagna.
Dopo quattro mesi si riprese dalle ferite fisiche, ma aveva subito dei traumi psicologici pesanti e l'Esercito non voleva reintegrarlo per i suoi problemi nel controllo della rabbia. Il cartello dei narcos, in cerca di vendetta, inviò dei sicari che fallirono nell'uccidere il tenente ma massacrarono tutta la sua famiglia: madre, fratello, cognata e nipotino. Desideroso di vendetta, Riley diede fuoco alla casa ed inscenò la sua morte. Gli assassini furono tutti brutalmente uccisi...
Nel frattempo l'ultimatum dei terroristi russi è scaduto, ma il commando misterioso tira fuori una pistola nascosta ed elimina un terrorista, mentre una squadra delle forze speciali fa contemporaneamente irruzione e neutralizza gli altri terroristi, liberando gli ostaggi. Insomma il commando solitario stava palesemente cercando di guadagnare tempo e ovviamente si tratta proprio del tenente Simon "Ghost" Riley, rientrato in servizio dopo aver vendicato la famiglia e superato i problemi di PTSD.
Durante un periodo di cure mediche conoscerà successivamente i suoi amici, il capitano John "Soap" McTavish e il capitano John Price, entrambi reduci dal confronto con Zakaev ed anche loro afflitti da PTSD per la morte dei loro amici Gaz e Griggs. Segnalato per le sue abilità di combattente viene allora assegnato alla Task Force 141, insieme a Soap e Price, dove conoscerà anche il sergente del SAS Gary "Roach" Sanderson ed il Generale americano Shepherd, suo futuro assassino.
Il nome del personaggio appare anche in Call of Duty: Ghosts essendo il soprannome di Elias, il padre di Logan, il suo cognome sarà poi il nome del cane da guerra Riley.
Le sue armi preferite sono: ACR con mirino ACOG e M4A1.